# Macroglossum walkeri
Macroglossum walkeri är en fjärilsart som beskrevs av Butler 1875. Macroglossum walkeri ingår i släktet Macroglossum och familjen svärmare. Inga underarter finns listade i Catalogue of Life.